# 北川イッセイ
北川 イッセイ（きたがわ イッセイ 、本名:北川 一成（きたがわ かずなり）、1942年〈昭和17年〉12月1日 - 2021年〈令和3年〉9月7日）は、日本の政治家。
参議院議員（2期）、国土交通副大臣（第2次安倍改造内閣・第3次安倍内閣）、大阪府議会議員（4期）などを務めた。父は東大阪市長（第3代）の北川謙次。

## 略歴

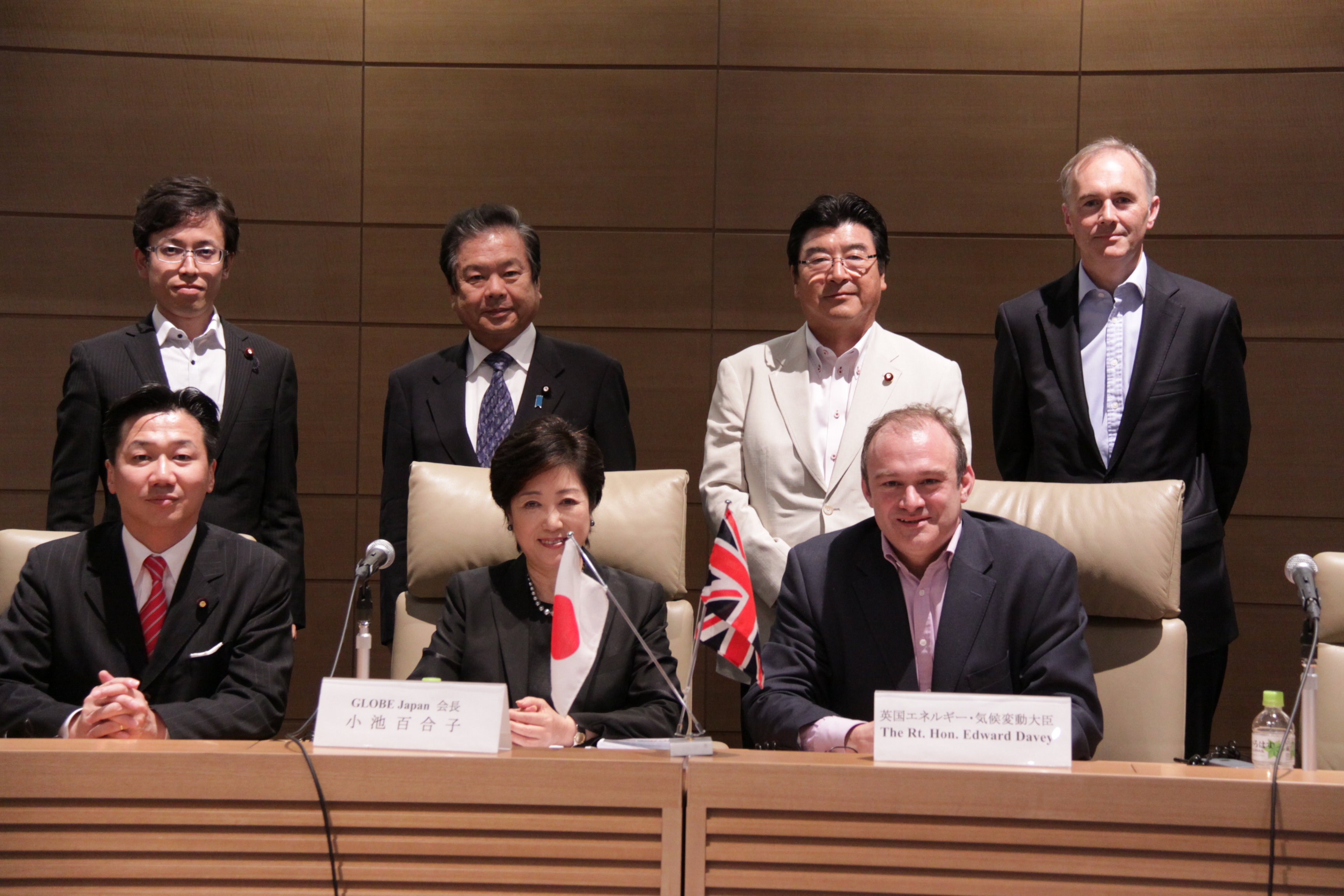
2013年5月、イギリスのエネルギー・気候変動大臣エドワード・デービー（前列右）、日本駐箚特命全権大使ティモシー・ヒッチンズ（後列右）、日本の地球環境国際議員連盟所属議員らと

関西大学文学部国文学科卒業後、信用組合大阪弘容（本店・東大阪市。経営破綻。現のぞみ信用組合）勤務を経て、1987年（昭和62年）4月の第11回統一地方選挙で、東大阪市長に転身した父北川謙次の地盤を継ぎ大阪府議会議員選挙（東大阪選挙区、定数7）に無所属で立候補。得票率8.43%（1万6,400票）を集めたが、謙次の府議辞職に伴う1982年6月の補選で東大阪市議から鞍替え当選し3期目を目指す自民党の清水行雄に、わずか295票差で敗れて次点に終わった。
1989年（平成元年）12月6日、父の謙次が病気療養を理由に東大阪市長を退任。保守の後継市長として清水が当選したこともあり、1991年（平成2年）4月の第12回統一地方選挙では自民党の公認を得て得票率11.23%（1万9,977票）の3位で大阪府議に初当選した（トップ当選は5期目の西野陽）。
その後、府議4期務めた知名度で2004年7月の第20回参議院議員通常選挙で参議院議員に初当選。2005年、経済産業委員会理事就任。2006年9月に発足した安倍内閣では防衛庁長官政務官（2007年1月より防衛大臣政務官）に就任した。2010年、第22回参議院議員通常選挙で再選。 2014年9月3日、第2次安倍改造内閣で国土交通副大臣に就任。2016年の第24回参議院議員通常選挙に当初は立候補する意向だったが、後に前立腺がんの治療のため、政界からの引退を表明した。
2021年9月7日、前立腺がんのため自宅で死去した。78歳没。死没日をもって正四位に叙される。

## 政策
- 東日本大震災の復興補正予算が議論される中、復興予算捻出のためのODA削減案に反対する超党派連合のメンバーとして名を連ねる[10][11]。
- 選択的夫婦別姓制度導入に反対している[12]。
- たばこ税の増税に反対しており、2010年の財務金融委員会で提出された「公平性を欠くたばこ税増税反対に関する請願」の紹介議員に名を連ねている[13]。

## 所属団体・議員連盟
- 朝鮮通信使交流議員の会（幹事）

## 人物
- 2016年11月、旭日重光章を受章。
- 国有地が学校法人森友学園に格安で売却された件で、同学園理事長の籠池泰典が2017年3月23日に証人喚問され、政治家の口利きについて証言。国有地取得について近畿財務局への働きかけを自民党参院議員の鴻池祥肇や柳本卓治、北川イッセイに依頼し、瑞穂の國記念小學院設置認可基準の緩和について日本維新の会総務会長の東徹に相談し、学園側の監事で元大阪府議会議長の畠成章に維新代表で大阪府知事の松井一郎へ働きかけてもらっていた、と述べている[14][15]。
- 大阪府議時代から同じ選挙区で同じ関西大学法学部出身の因縁のある西野陽（元経済産業副大臣）とともに、関西大学校友会東大阪支部の顧問を務めていた（2020年7月10日[16]）。